# فولغوغراد
فولغوغراد أو فولجوجراد (بالروسية: Волгоград) هي إحدى مدن روسيا تقع جنوب شرق الجزء الاوروبي من روسيا الاتحادية وتعتبر مركز إقليم فولغوغراد (مقاطعة فولغوغراد). فولغوغراد هي المدينة السادسة عشرة من حيث عدد السكان في روسيا، وثالث أكبر مدينة في المنطقة الفيدرالية الجنوبية، ورابع أكبر مدينة على نهر الفولجا. تأسست المدينة كحصن بإسم «تساريتسين» عام ١٥٨٩م. وبحلول القرن التاسع عشر، أصبحت تساريتسين ميناءً نهريًا هامًا ومركزًا تجاريًا، مما أدى إلى نمو سكاني سريع. في نوفمبر ١٩١٧م، مع بداية الحرب الأهلية الروسية، خضعت تساريتسين لسيطرة البلاشفة. سقطت لفترة وجيزة في يد الجيش الأبيض في منتصف عام ١٩١٩م، لكنها عادت إلى سيطرة البلاشفة في يناير ١٩٢٠م. في عام ١٩٢٥م، أُعيدت تسمية المدينة إلى «ستالينغراد» تكريمًا لجوزيف ستالين، الذي شارك في الدفاع عن المدينة ضد الجيش الأبيض وحكم البلاد آنذاك.
تُعد المدينة من المدن البطلة في الاتحاد السوفيتي، فخلال الحرب العالمية الثانية، هاجمت قوات المحور المدينة، مما أدى إلى معركة ستالينغراد الشهيرة، إحدى أكبر المعارك وأكثرها دموية في تاريخ الحروب. حيث يُعتبر انتصار السوفييت في ستالينغراد نقطة تحول في الحرب العالمية الثانية، إذ أدى إلى تدمير الجيش الألماني في الجبهة الشرقية.
من سنة 1589 إلى سنة 1925 سميت المدينة (تساريتسن) ومن سنة 1925 إلى 1961 سميت بستالنغراد. ففي عام ١٩٦١، أعادت إدارة نيكيتا خروتشوف تسمية المدينة إلى فولغوغراد في إطار حملة تطهيرها من الستالينية. عدد سكان المدينة حسب إحصاء عام 2010م بلغ 97,9617 نسمة.

## التاريخ
تساريتسين – ستالينغراد – فولغوغراد تلعب المدينة على امتداد أكثر من 400 سنة دورا مهما في تاريخ الدولة الروسية. وتقع المدينة في منطقة مجرى نهر الفولغا الجنوبي وتبعد عن العاصمة موسكو 1073 كم. باتجاه الجنوب الشرقي، وتمتد مسافة 100 كم، على ضفاف النهر.
تاسست المدينة عام 1589 كقلعة في الضواحي الجنوبية لروسيا وكانت مدينة «تساريتسين» شاهدة على الكثير من الأحداث التاريخية فبالقرب منها ثار جيش ستيبان رازين وبولافين وبوغاتشيوف وغيرهم من قادة الحركات الفلاحية. ففي اعوام 1667 – 1672 انضمت حامية المدينة إلى قوات ستيبان رازين وفي عام 1691 شكلت دائرة للجمارك، حيث كانت تجري في المدينة عمليات بيع وشراء الملح والاسماك. في عام 1707 احتل قوزاق الدنسكوي بقيادة بولافين المدينة لفترة قصيرة، لكنهم طردوا من قبل القوات الحكومية التي وصلت من مدينة استراخان. وزار القيصر بطرس الأكبر المدينة عامي 1722 1723 وقدمها هدية لزوجته يكاتيرينا الأولى. في عام 1727 نهبت المدينة واحرقت واعيد بناؤها عام 1731 وأصبحت مركزا عسكريا على الخط بين نهري الفولغا والدون. في عام 1774 حوصرت المدينة من قبل قوات يميليان بوغاتشوف، ولكن لم تتمكن منها.
في بداية القرن 19 بدأت تظهر في المدينة بعض الصناعات الصغيرة (3 مصانع للاجر ومصنعين للشموع ومصنع للبيرة). وكانت تمر خلال المدينة 5 طرق لنقل البريد: موسكو واستراخان وساراتوف وتشيركاسكايا وتساريوفسكايا. وفي عام 1862 بوشر العمل ببناء خط سكك الحديد (تساريتسين – كالاتش على الدون) وغيرها. وكانت توجد في هذه الفترة بالمدينة مكاتب لشركات ملاحة عالمية. وفي عام 1880 باشر العمل مجمع (نوبيل) لتكرير النفط إضافة إلى خزانات للنفط كما وتطورت صناعة السفن وبناء ناقلات النفط وتصنيع الاخشاب. وفي بداية القرن 20 كان في المدينة أكثر من 230 معمل ومصنع، إضافة إلى المصارف. واسست شبكة للهاتف في المدينة.
وظهرت خطوط الترام عام 1913. وفي مركز المدينة اعمدة الإنارة الكهربائية وبنيت 10 كنائس أرثوذكسية وأخرى لوثرية ودير للنساء الأرثوذكسيات ومدارس للبنين والبنات ومكتبتين و5 مطابع ومستشفيين ومستوصف بيطري ومختبر باكنيريولوجي ومحطة للانواء الجوية.
وقد شهدت المدينة معارك ضارية في أثناء الحرب الاهلية (1918 – 1920).
في عام 1925 أطلق اسم ستالين على المدينة وأصبحت تسمى ستالينغراد وصارت مركزا لمقاطعة ستالينغراد. وفي سنوات الخطة الخمسية الأولى تم ترميم وبناء أكثر من 50 مصنع، من ضمنها أول مصنع لإنتاج الجرارات (تراكتورات) عام 1930 ومحطة كهرباء حكومية محلية وفي عام 1940 احتوت المدينة على 120 مؤسسة صناعية.
خلال الحرب الوطنية العظمى اعوام (1941 – 1945) بدأت المعارك على مشارف المدينة وداخلها. ومنذ 17 يوليو/تموز 1942 ولغاية 2 فبراير/شباط عام 1943 جرت إحدى أهم معارك الحرب العالمية الثانية – معركة ستالينغراد التي كانت بداية النهاية للقوات الهتلرية الغازية. لقد هجم على المدينة في أول الامر الجيش الألماني السادس وفي 31 يوليو/تموز التحق بها الجيش المدرع الرابع. استمرت معركة ستالينغراد 200 يوم وخسر فيها الالمان 1.5 مليون شخص بين قتيل وجريح واسير وكان ذلك يعادل ربع القوات الألمانية العاملة على الجبهة الروسية – الألمانية. لقد تحولت المدينة أيام المعركة إلى بحر من النيران، حيث انصهر الحديد والحجر وبقي الناس والجنود السوفيت من مختلف القوميات والاديان صامدين. لقد راقب العالم باجمعه هذه المعركة التي لم يشهد التاريخ مثيلا لها والتي شارك فيها أكثر من مليون جندي من الجانبين. وكتبت الصحافة الاجنبية في تلك الايام عن المعركة تقول: ستالينغراد – انها قلعة محاطة بطوق من الفولاذ. وللعلم لم تكن المدينة قلعة محصنة مطلقا. لقد تحولت إلى قلعة بفضل بطولة اهلها والمدافعين عنها. في 2 فبراير/شباط عام 1943 كان الانتصار العظيم الذي يعتبر نقطة التحول في الحرب العالمية الثانية، من هنا كانت بداية افول الفاشية الهتلرية. لقد وصف الشاعر التشيلي معركة ستالينغراد بقوله «ان وسام البطولة هنا يزين صدر الأرض». ونظرا لبطولة أهل المدينة والمدافعين عنها منحت المدينة في 1 مايو/ايار عام 1945 لقب المدينة البطلة.
لقد اعيد بناء المدينة التي لم يكن فيها منزل لم تمسه الحرب واعيد بناء المصانع وكل ماهدمته الحرب خلال فترة وجيزة بجهود اهلها وبمساعدة الشعوب السوفيتية لتعود أفضل مما كانت عليه قبل الحرب. لقد تم فتح قناة فولغا – دونسك للنقل النهري وبنيت اضخم محطة كهرباء كهرومائية في أوروبا.
وكتعبير عن استنكار عبادة الفرد التي كانت ابان فترة حكم ستالين تم في عام 1961 تغير اسم المدينة لتصبح فولغاغراد.
ان مدينة فولغوغراد حاليا هي مركز صناعي وثقافي وتعليمي ضخم وتعداد نفوسها أكثر من مليون نسمة.
وبفضل موقع المدينة الجغرافي والاستراتيجي وتطورها الصناعي فانها تقوم بدور مهم في عملية النمو في المجال الاقتصادي بمنطقة جنوب روسيا، حيث في المدينة مؤسسات صناعية مختلفة مثل صناعات الطاقة الكهربائية والوقود والميتالورجيا بنوعيها الحديدية وغير الحديدية وبناء الماكينات والمجمع الصناعي العسكري والصناعات الخفيفة وصناعة الاغذية وغيرها من الفروع والقطاعات الصناعية.
والمدينة أكبر مركز ثقافي وعلمي في جنوب روسيا، حيث تتمركز فيها 25 جامعة حكومية
و14 جامعة اهلية، يدرس فيها حوالي 50 الف طالب. في المدينة عدد كبير من المدارس والثانويات الصناعية والمهنية.ومن هذه المؤسسات العلمية: جامعة فولغوغراد الحكومية وجامعة فولغوغراد الطبية وجامعة فولغوغراد التكنولوجية وأكاديمية العلوم الزراعية وجامعة فولغوغراد للتربية البدنية وغيرها من الجامعات المتخصصة.
في المدينة عدد من المستشفيات والمستوصفات الحكومية والاهلية المزودة باحدث المعدات والأجهزة الطبية والتي يعمل فيها اطباء من مختلف الاختصاصات. كما توجد في المدينة مصحات عديدة يقصدها الناس من مختلف ارجاء روسيا ومن دول أخرى في جميع فصول السنة لما تتمتع به من مناخ لطيف وطبيعة خلابة.
لقد تطورت المدينة وتوسعت كثيرا خلال السنوات الأخيرة وبرزت فيها مباني عصرية وفنادق سياحية من الدرجة الأولى، تقوم بتقديم خدماتها لالاف الزوار من مختلف دول العالم، حيث يقصدون المدينة للتعرف عليها عن قرب. وتوجد في المدينة 5 متاحف و8 مسارح وقاعات للحفلات وغاليريات للوحات الفنية وسيرك وقبة سماوية لعرض حركة الكواكب والنجوم و4 منتزهات و190 تمثال و18 نصب تذكاري 304 اثر معماري. ان أهم هذه النصب هو النصب التاريخي «لابطال معركة ستالينغراد على مرتفع مامايف» على مساحة 107 هكتار والذي يتوسطه نصب «الوطن الام ينادي». يبلغ الارتفاع الكلي للنصب 85 م وأصبح تمثال المرأة التي تحمل السيف بيدها رمزا للمدينة. ويتبع هذا النصب متحف تاريخي يتضمن 130 الف قطعة تعكس بطولة أهل المدينة والمدافعين عنها. وفي المدينة بانوراما «سحق القوات الفاشية قرب ستالينغراد» وهي الأكبر في روسيا وتبلغ مساحتها 2000 متر مربع. وفي المدينة انقاض بناية تسمى «بيت بافلوف» التي شهدت صراعا عنيفا من اجل السيطرة عليها وكانت تنتقل بين الطرفين باستمرار.

## الجغرافيا
تمتد مدينة فولجوجراد بمحاذاة الضفة اليمنى لنهر الفولغا ويبلغ طولها 30 كم ولها أهمية صناعية خاصة وتعتبر المنطقة من الأراضي المنبسطة التي تكثر فيها المستنقعات والسبخات وهي امتداد للسهل الأوروبي وهي من أغنى مناطق الاتحاد السوفيتي من حيث الثروات.